# Janeiras

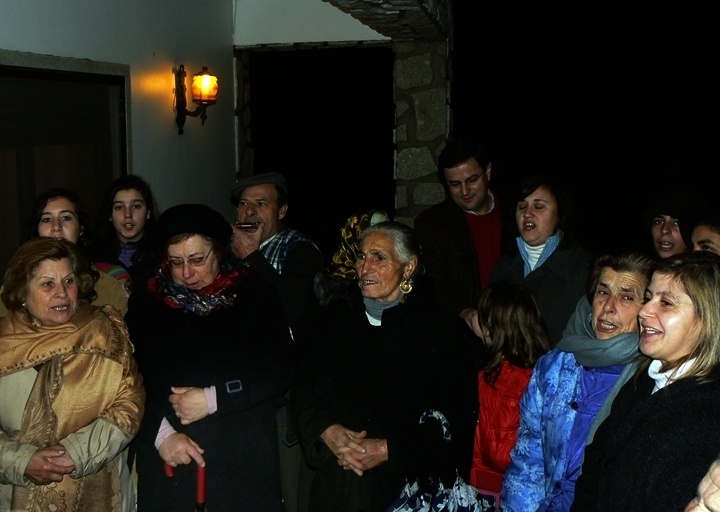
Grup de janeireiros a Proença-a-Vella

Les janeiras (cantar janeiras) és una tradició a Portugal que consisteix a cantar nadalenques pels carrers per grups de persones anunciant el naixement de Jesús i desitjant un feliç any nou. Aquests grups van de porta en porta, demanant als residents les sobres de les festes de Nadal. Hui en dia, aquestes "sobres" es tradueixen moltes vegades en diners.
Ocorren en gener, començant el dia 1 i estenent-se fins al dia 6, Dia de Reis o Epifania. Hui en dia, molts grups perllonguen el cantar de janeiras durant tot el mes.(1)
La tradició general és que grups d'amics o veïns s'ajunten, amb o sense instruments (en el cas d'haver-n'hi solen ser pandereta, bombo, flauta, guitarra, etc.). Després de fer el grup, i de distribuir les lletres i els instruments, cantaran de porta en porta pel veïnat.
Acabada la cançó en una casa, s'espera que els amos porten les janeiras (castanyes, nous, pomes, xoriço, botifarra, etc. Hui és costum donar xocolata i diners, tot i que no siga tradicional).(1)
En acabant, el grup es reuneix i divideix el resultat, o mengen tots junts el que els han regalat.
La música que s'utilitza sol ser coneguda, tot i que la lletra siga diferent en cada terra. És música senzilla religiosa o que lloa els veïns que han contribuït. Típicament hi ha també alguns poemes contra els que no donaven les janeiras.
Es feu famosa una cançó de Zeca Afonso, intitulada «Natal dos simples» que comença amb la frase 'cantarem les janeiras...' i alguns la canten com si fos música de janeiras, tot i que no siga una cançó de folklore.(2)